# مات جيرالد
مات جيرالد (بالإنجليزية: Matt Gerald) مواليد 2 مايو 1970 في ميامي، هو ممثل أمريكي بدأ مسيرته الفنية سنة 1998.

## الأعمال

### أفلام
| السنة | العمل                | الدور        |
| ----- | -------------------- | ------------ |
| 1999  | ماغنوليا             |              |
| 2003  | المبيد 3             |              |
| 2003  | سوات                 | نيك          |
| 2003  | حالة الاتحاد         |              |
| 2009  | أفاتار               |              |
| 2010  | أسرع                 |              |
| 2012  | حسابات خاصة          | بيلي موريسون |
| 2012  | ريد دان              | هودجز        |
| 2013  | جي. آي. جو: الانتقام |              |
| 2013  | الأرض المتجمدة       |              |
| 2013  | خطة هروب             |              |
| 2015  | سان أندرياس          | هاريسون      |

### مسلسلات
| السنة | العمل                             | الدور       |
| ----- | --------------------------------- | ----------- |
| 2004  | الدرع                             |             |
| 2007  | سي اس آي: التحقيق في موقع الجريمة |             |
| 2006  | الوحدة                            |             |
| 2008  | دون أثر                           | روجر غراهام |
| 2009  | اكذب علي                          |             |
| 2010  | إن سي آي إس: لوس أنجلوس           |             |
| 2010  | سي إس آي: ميامي                   | دان ويلسون  |
| 2012  | ديكستر                            |             |
| 2013  | هاواي فايف أو                     | واريك       |
| 2013  | كاسل                              |             |
| 2015  | ديرديفيل                          |             |

## روابط خارجية
- مات جيرالد على موقع IMDb (الإنجليزية)
- مات جيرالد على موقع ألو سيني (الفرنسية)
- مات جيرالد على موقع ميوزك برينز (الإنجليزية)
- مات جيرالد على موقع أول موفي (الإنجليزية)
- مات جيرالد على موقع قاعدة بيانات الأفلام السويدية (السويدية)
- مات جيرالد على موقع قاعدة بيانات الفيلم (الإنجليزية)
- مات جيرالد على موقع كينوبويسك (الروسية)